# Hemelingen
Hemelingen, Bremen-Hemelingen (dolnoniem. Hemeln) — dzielnica miasta Brema w Niemczech, w okręgu administracyjnym Ost, w kraju związkowym Brema. 
Dzielnica leży ok. 6 km od centrum miasta, na prawym brzegu Wezery.